# Galbar

O imagine din Galbar de Sandu Florea: marțianul Galbar (stânga) și cercetătorul Lucian Mirea

Galbar este o povestire științifico-fantastică de Ovidiu Șurianu despre contactul cu o civilizație extraterestră. Galbar este și o bandă desenată românească desenată de Sandu Florea după un scenariu de Ovidiu Șurianu.
Povestirea Galbar a apărut prima oară în  Colecția „Povestiri științifico-fantastice”, numerele 360-361 din 1969. În 1972, povestirea a fost inclusă în volumul „Întîlnire cu Hebe”, în cadrul colecției Fantastic Club de la Editura Albatros. Banda desenată a apărut în 1972 la Editura Sport-Turism/Stadion din București.

## Prezentare
O colonie a Pământului de pe planeta Marte găsește o structură subterană aparținând unei civilizații dispărute. Omul de știință Lucian Mirea pătrunde singur într-o încăpere declanșând fără voia sa mecanismul de decodificare a marțianului Galbar.  Având milioane de ani vechime, instalația funcționează deficitar astfel încât marțienii dispar definitiv când Lucian Mirea încearcă să-l recodifice pe Galbar, pentru a împiedica distrugerea oamenilor de către acesta.

## Analiză
Ovidiu Șurianu solicită cititorul în direcția meditației filozofice cu privire la relația individ-societate în condiții de pionierat cosmic, privind consecințele nebănuite ale unei întâlniri cu o civilizație extraterestră.
Personajul Lucian Mirea cuprinde într-o frază problematica întregului volum Întâlnire cu Hebe:
„Socot că rostul omului e să trăiască și să moară în generația lui”

## Vezi și
- 1969 în literatură
- 1969 în științifico-fantastic